# 신화구 (창저우시)
신화구(한국어: 신화구, 중국어: 新华区, 병음: Xīnhuá Qū)는 중화인민공화국 허베이성 창저우 시의 행정구역이다. 넓이는 89km2이고, 인구는 2007년 기준으로 230,000명이다.

## 행정 구역
5개 가도, 1개 향을 관할한다.
- 가도: 东环中街街道, 建设北街街道, 车站街道, 南大街街道, 道东街道.
- 향: 小赵庄乡.